# Washington (stát)
Washington (anglická výslovnost  [ˈwɒʃɪŋtən]IPA, oficiálně State of Washington) je stát nacházející se na západním pobřeží Spojených států amerických, v oblasti pacifických států v západním regionu USA. Washington, nejzápadnější stát kontinentálních USA, hraničí na jihu s Oregonem, na východě s Idahem a na severu s kanadskou provincií Britská Kolumbie. Západní ohraničení státu tvoří Tichý oceán.
Se svou rozlohou 184 827 km² je Washington osmnáctým největším státem USA, v počtu obyvatel (7,3 milionů) je 13. nejlidnatějším státem a s hodnotou hustoty zalidnění 42 obyvatel na km² je na 25. místě. Hlavním městem je Olympia s 50 tisíci obyvatel. Největšími městy jsou Seattle s 670 tisíci obyvateli, dále Spokane (210 tisíc obyv.), Tacoma (210 tisíc obyv.), Vancouver (170 tisíc obyv.), Bellevue (140 tisíc obyv.) a Kent (130 tisíc obyv.). Washingtonu patří 253 km pobřeží Tichého oceánu. Nejvyšším bodem státu je vrchol Mount Rainier s nadmořskou výškou 4392 m v Kaskádovém pohoří. Největšími toky jsou řeky Columbia, jež tvoří část hranice s Oregonem, a Snake, která vytváří část hranice s Idahem.
Pobřeží bylo Evropany prozkoumáno teprve v poslední čtvrtině 18. století, pozemní expedice se do regionu pozdějšího Washingtonu dostaly v následujících desetiletích. O území vedly spor hlavně Spojené státy a Spojené království, ale v roce 1819 se obě mocnosti dohodly na společné správě. Oblast byla součástí regionů označovaných jako Oregon Country a Columbia District, které se vzájemně překrývaly. V roce 1846 získali území definitivně Američané, kteří jej o dva roky později začlenili do nově vzniklého Oregonského teritoria. V roce 1853 vzniklo vlastní teritorium, které bylo pojmenováno po prvním americkém prezidentovi Georgi Washingtonovi a které existovalo téměř 40 let. Washington se 11. listopadu 1889 stal 42. státem USA.
Téměř 60 % populace státu žije v metropolitní oblasti Seattlu, která představuje centrum dopravy, obchodu a průmyslu a také se stala domovem světoznámé umělecké scény. Zbytek státu se skládá z hlubokých deštných lesů na západě, pohoří uprostřed, na severozápadě a na dálném jihozápadě a polopouští, které na východě tvoří vhodné podmínky pro zemědělství.

## Historie

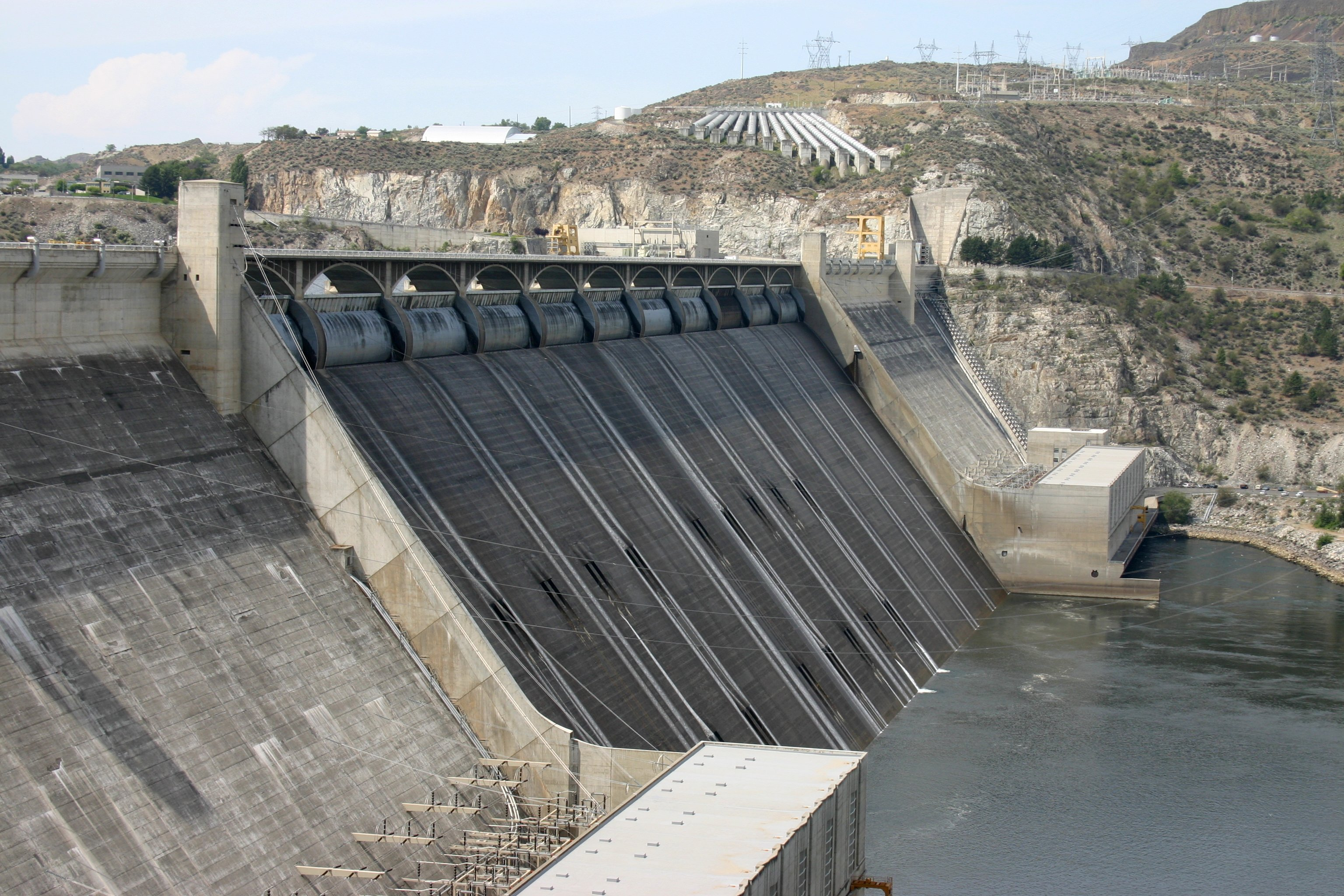
Přehrada Grand Coulee, největší betonová stavba Spojených státech

Ještě před příchodem evropských osadníků toto území obývaly četné indiánské kmeny z nichž každý měl svou unikátní kulturu. Dnes jsou známé pro své totemové sloupy a zdobené kánoe a masky. Jejich nejdůležitějším zdrojem obživy bylo rybaření, především lov lososů. Avšak kmen Makahů se specializoval také na lov velryb. Jejich kultura byla založena nejen na lovu, ale také na některých formách zemědělství, byla také přímo závislá na lovu lososů z řeky Columbie. V sedmdesátých letech 18. století většina původní populace zahynula kvůli neštovicové epidemii.
První evropská zmínka o území pochází z roku 1775, kdy k jeho břehům dorazil na palubě Santiaga španělský mořeplavec Don Bruno de Heceta, který pak prohlásil celé pobřeží Pacifiku až na sever k zátoce Prince Williama za španělské.
V roce 1778 objevil James Cook mys Flattery, který leží na počátku úžiny Juana de Fucy. Sám Cook si ale myslel, že tam žádná úžina není. Tu tedy objevil až o devět let později Charles William Barkley. Další průzkumy úžiny provedli Španělé Manuel Quimper a Francisco de Eliza a také Brit George Vancouver o pár let později.
V roce 1790 se Španělé s Brity dohodli na tom, že pobřeží Pacifiku jim dále patřit nebude a to otevřelo území Washingtonu průzkumníkům z jiných zemí, jako například z Ruska, Británie nebo Spojených států. Právě americký kapitán Robert Gray, po kterém je pojmenován okres Grays Harbor, objevil ústí řeky Columbia, kterou pojmenoval po své lodi. V roce 1792 si Gray založil obchod s vydří kožešinou. Expedice Lewise a Clarka dorazila na území státu 10. října 1805.
Britskokanadský objevitel David Thompson se vydal na výpravu na řeku Columbii a když se zabydlel při soutoku s řekou Snake, vztyčil sloup a prohlásil zem za britskou. Severozápadní společnost pak zde vybudovala obchodní středisko.
I přes různé britské akce, kdy byli osadníci záměrně vedeni právě na území dnešního Washingtonu, Spojené království se území vzdalo a 15. června 1846 ho získali Američané.
V roce 1836 skupina misionářů vedených Marcusem Whitmanem založila na území několik misií a také osadu Waiilatpu, která ležela na území dnešního severovýchodního Washingtonu, v okresu Walla Walla na území Kajusů a Nez Perců. Whitmanova osada pak pomohla dalším osadníkům migrovat na západ po boku Oregonské stezky. Whitman také pomáhal léčit nemoci původních obyvatel, ti ale zemřeli na nemoci pocházející z Evropy. Zatímco davy indiánů zemřely, běloši se najednou zdáli proti nemocem odolnější a tak se náčelníci dohodli na masakru, který proběhl v roce 1847. To vyústilo v Kajuskou válku mezi indiány a bělochy.
První osadou u Pugetova zálivu byla pevnost Fort Nisqually, která byla farmou a obchodním střediskem Společnosti Hudsonova zálivu. Afroamerický průkopník George Washington Bush a jeho manželka Isabella James Bush vedli na území čtyři další rodiny a v roce 1846 založili osadu New Market, dnes známou jako Tumwater. Chtěli do Washingtonu, aby se vyhnuli rasistickým zákonům, které platily v Oregonu. Bushe pak následovali další osadníci, kteří putovali až na sever k Pugetově zálivu.
V roce 1852 se všichni z Washingtonu shromáždili v Monticellu, dnešním Longview, odkud zaslali do Washingtonu, D.C. žádost o založení teritoria pod jménem Columbia. Jméno bylo zavrhnuto kvůli možné záměně s distriktem hlavního městem USA (District of Columbia), a tak vzniklo teritorium Washington. 11. listopadu 1889 byl Washington připojen k Unii jakožto její 42. stát.
Ve státě byl nejdříve nejdůležitějším odvětvím dřevozpracující průmysl a zemědělství. Na východě se údolí řeky Yakimy proslavilo díky svým jablečným sadům a produktivní se díky novým technikám stávalo pěstování pšenice. Na západ od Kaskádového pohoří utvořily časté srážky husté lesy a přístavy na břehu Pugetova zálivu začaly prosperovat díky dřevozpracujícímu průmyslu a vývozu dřeva a z něj vyrobených produktů. Jednalo se pak především o dřevo z douglasky. Další rozvinutá hospodářská odvětví byly rybaření a těžba.
Po dlouhou dobu byla Tacoma známa pro zpracování zlata, stříbra, mědi a olova. Seattle byl hlavní přístav pro obchod se zbytkem světa a vyrábělo se zde mnoho lodí. V oblasti Pugetova zálivu byl vybudován těžký průmysl a hlavní firmou celého státu se stala světoznámá společnost Boeing.
V době Velké hospodářské krize byly na řece Columbii postaveny četné vodní elektrárny jako část projektu na zvýšení produkce elektřiny. Projekt vyvrcholil v roce 1941, kdy byla dokončena stavba největší betonové stavby ve Spojených státech, přehrady Grand Coulee.
V době druhé světové války se stát soustředil především na válečné potřeby. Společnost Boeing vyráběla pro americkou armádu těžké bombardéry, zatímco přístavy v Seattlu, Bremertonu, Vancouveru a Tacomě vyráběly lodě. Seattle byl také výchozím bodem pro americké jednotky bojující v Pacifiku, mnoho jich bylo naloženo v Golden Gardens Parku. Na východě byl otevřen nukleární komplex Hanford, který hrál hlavní roli při výrobě atomových zbraní.
18. května 1980 po sérii otřesů a erupcí vybuchla sopka Mount St. Helens. Exploze zničila velkou část sopky a odhodila její severovýchodní stranu. O život přišlo 57 lidí a mnoho lesů bylo srovnáno se zemí. Řeka Columbia a její přítoky byly zaplaveny sopečným popelem a blátem, popel navíc přikryl celý stát a části přilehlých států, což způsobilo, že den vypadal jako noc.

## Symboly

### Vlajka
Vlajka státu Washington je tvořena zeleným listem o poměru stran 5:8, v jehož středu je položena pečeť státu.

### Pečeť
Pečeť státu Washington je tvořena portrétem prezidenta George Washingtona na modrém kruhovém pozadí. Kolem modrého pole je žluté mezikruží nesoucí nápis THE SEAL OF THE STATE OF WASHINGTON (česky Pečeť státu Washington) a letopočet 1989.

### Další symboly
Oficiální přezdívka státu, „Evergreen State“ byla navržena roku 1890 Charlesem T. Conoverem ze Seattlu. Populární se stala díky faktu, že husté lesy na pobřeží byly plné stálezelených stromů a velké množství deště umožnilo, aby křoví a traviny byly také zelené po celý rok.
Státní písní je „Washington, My Home“ (Washington, Můj Domov) z roku 1959. Státním ptákem je čížek žlutý.
Státním ovocem je jablko a státní zeleninou je sladká odrůda cibule z okolí města Walla Walla. Státním tancem je od roku 1979 square dance. Státním stromem je jedlovec západní a státní bylinou je pěnišník velkolistý. Státní rybou je pstruh duhový. Státní folkovou písní je „Roll On, Columbia, Roll On“ od Woodyho Guthrie a neoficiální státní rockovou písní je „Louie Louie“ od Richarda Berryho. Státní trávou je pseudoroegneria spicata. Státním hmyzem je šídlo anax junius. Státním drahokamem je zkamenělé dřevo. Státní fosilií je mamut kolumbuský. Státním mořským savcem je kosatka dravá a státním suchozemským savcem je svišť olympský.

## Geografie

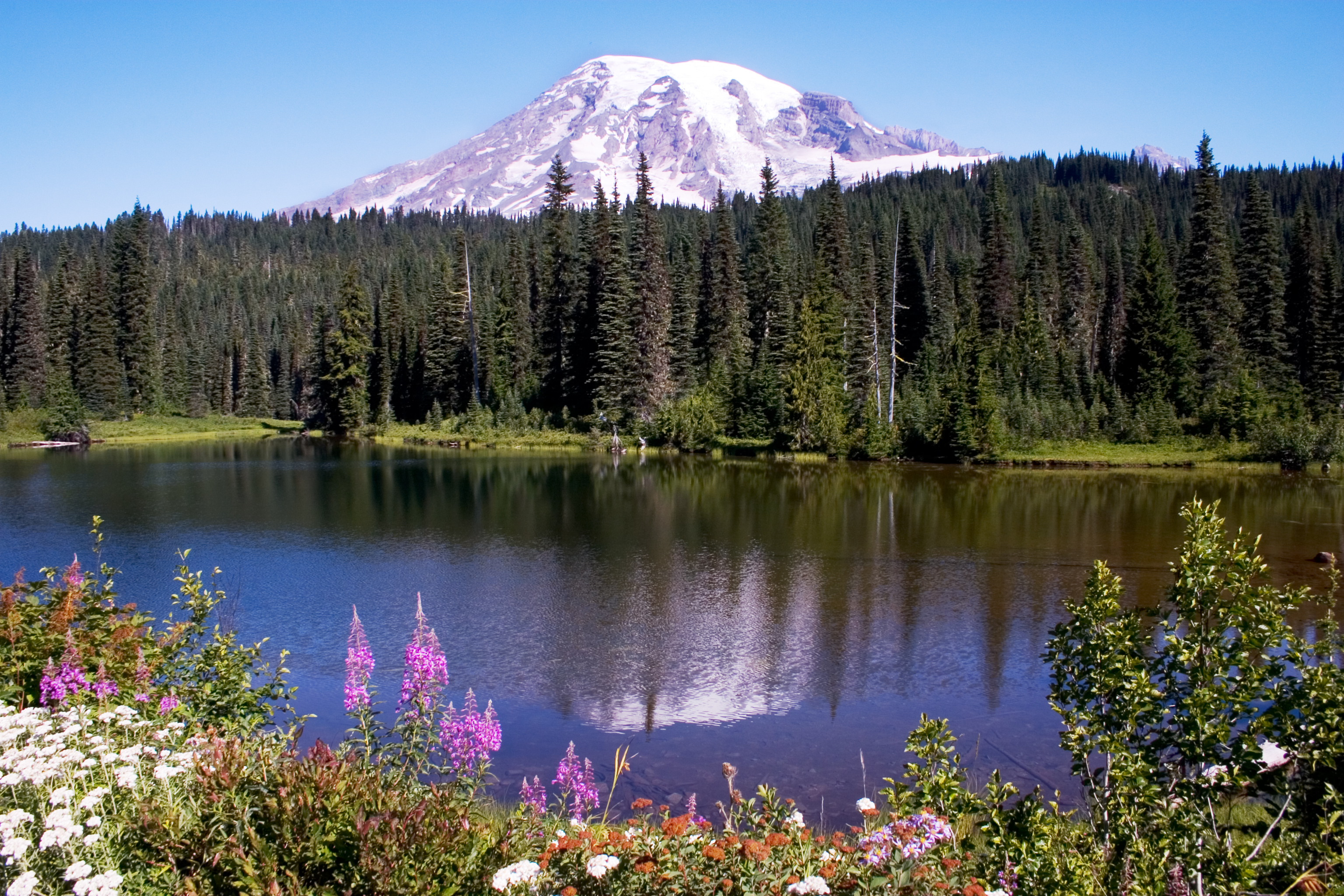
Stratovulkán Mount Rainier, nejvyšší hora Kaskádového pohoří

Washington na severu sousedí s kanadskou provincií Britská Kolumbie, na jihu vytváří hranici se státem Oregon řeka Columbia. Část východní hranice se státem Idaho tvoří řeka Snake. Na západě od Washingtonu pak leží Tichý oceán. Během americké občanské války byl stát teritoriem Unie, i když se do války aktivně nezapojil.
Kaskádové pohoří, které probíhá státem od severu na jih, ho rozděluje na dvě poloviny. Západní Washington, ležící na západě, se vyznačuje západním přímořským podnebím s mírnými teplotami, mokrými zimami a suchými léty. Vyrůstají zde husté jehličnaté lesy a deštné pralesy mírného pásma. Východní Washington na druhé straně pohoří naopak obsahuje polosuché stepi a nepříliš četné pouště, protože leží ve srážkovém stínu Kaskádového pohoří. Oblast hanfordské elektrárny je každý rok průměrně zvlhčena o 178 mm srážek. Daleko na východě státu je klima méně a méně suché, dokonce se v regionu Palouse, na jihovýchodě státu, objevují četné lučiny, které jsou nejčastěji proměněny v zemědělskou krajinu. Na severovýchodě se vyskytují i hory a lesy.
Kaskádové pohoří obsahuje několik sopek, známých jako Kaskádové sopky, které dosahují daleko větší nadmořské výšky než zbytek pohoří. Od severu k jihu jsou těmito vulkány Mount Baker, Glacier Peak, Mount Rainier, Mount St. Helens a Mount Adams. Mount St. Helens je momentálně jediný aktivně chrlící vulkán, avšak i ostatní sopky jsou považovány za aktivní.
Poloha státu na pobřeží Pacifiku a Pugetova zálivu poskytuje Washingtonu velmi výhodnou polohu pro vedoucí roli v námořním obchodu s Aljaškou a Kanadou. Mnoho ostrovů v Pugetově zálivu je s pevninou spojeno největší flotilou trajektů ve Spojených státech, Washington State Ferries.
Washington je státem kontrastů. Zatímco na západě leží jedny z mála deštných pralesů v kontinentálních Spojených státech, jako například Hoh, na východě, ve srážkovém stínu Kaskádového pohoří leží pouště a stepi, ve kterých se moc stromů nevyskytuje. Mount Rainier, nejvyšší bod státu, je pokryt největším množstvím ledovcového ledu ze všech hor v kontinentálních Spojených státech.
- nejvyšší bod 4 392 metrů nad mořem (Mount Rainier)
- nejnižší bod 0 m
- střední nadmořská výška 520 m
- Šířka státu 385 km
- Délka státu 580 km

## Ekonomika

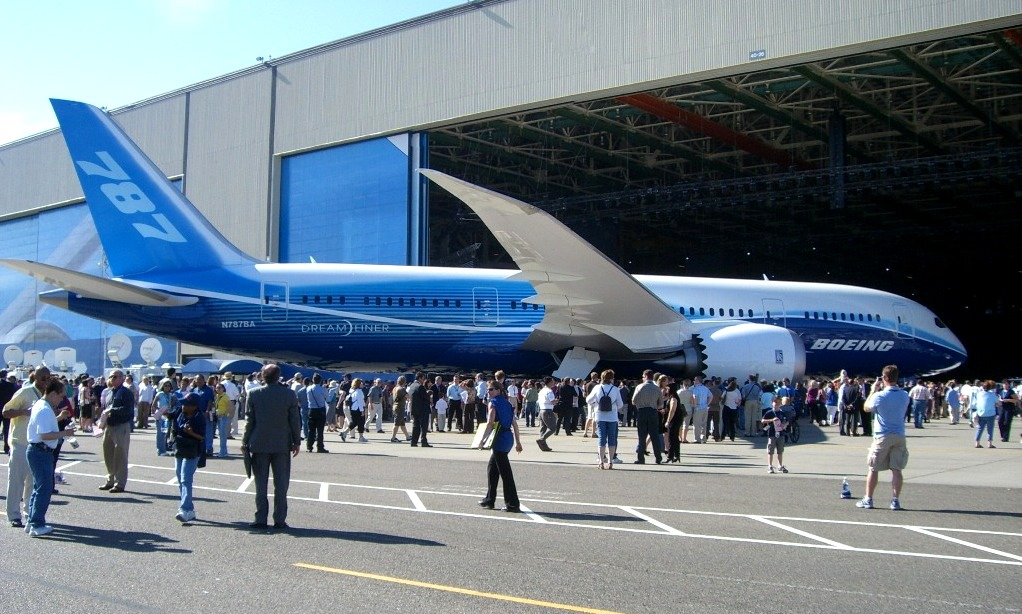
Boeing 787, právě vyrobený kus ve své domácí továrně v Everettu

Důležité obchodní a průmyslové artikly ve Washingtonu tvoří výroba letadel (Boeing), vývoj počítačového software (Microsoft, Amazon, Nintendo, Valve Corporation), elektronika, biotechnologie, výroba hliníku, výrobky ze dřeva (Weyerhaeuser), hornictví a turistika. Stát má k dispozici rovněž velké zdroje elektrické energie díky velkému množství vodních elektráren.
Významné množství obchodů s Asií se z USA provádí prostřednictvím přístavů v Pugetově zálivu. Ekonomický magazín Fortune do svého žebříčku 20 nejobdivovanějších firem zařadil i 4 z Washingtonu: Microsoft, Starbucks, Costco a Nordstrom.
Washington je jedním z osmnácti států USA s vládním monopolem na prodej alkoholu. I tak mohou být pivo a víno s obsahem alkoholu menším než 20 % prodávány v supermarketech. Likéry nebo kořalky i s menším obsahem alkoholu než dvacet procent mohou být prodávány pouze ve státních obchodech s lihovinami.
Mezi miliardáři žijícími ve Washingtonu můžeme najít především Billa Gatese, vlastníka společnosti Microsoft, který byl s čistým jměním 40 miliard dolarů umístěn magazínem Forbes na první místo mezi nejbohatšími lidmi světa v únoru 2009.
V lednu 2010 byla míra nezaměstnanosti ve státě 9,3 %.

### Daně
Washington je jedním z pouze sedmi států v USA, který nezavedl daň z příjmů. Dále se zde neplatí ani kompenzační daň a daň z příjmu právníků. Washingtonské firmy mají ale stále starosti s jinými daněmi, jako například daň z hrubého příjmu.
Washingtonská daň z obratu pak činí 6,5 % plus lokální přídavek. Například v Seattlu činila v dubnu 2010 celková hodnota 9,5 %. Tato daň se používá jak na služby, tak na výrobky. Netýká se však většiny potravin kromě polotovarů, doplňků stravy a nealkoholických nápojů.
Spotřební daň zdaňuje vybrané výrobky, např. benzín, cigarety či alkoholické nápoje. Majetková daň byla zavedena státem hned jako první a tvoří až třicet procent celkového státního rozpočtu. Stále tak je hlavním zdrojem finančních prostředků pro státní školy, hasiče, knihovny, parky a další státem spravované neziskové budovy.
Všechen majetek musí být zdaněn, pokud není jinak dáno zákonem. Majetková daň se platí pokladníkovi okresu, ve kterém se nachází. Washington nezdaňuje nehmotný majetek, jako například bankovní účty, akcie či dluhopisy. Dále nezdaňuje ani důchody a nezavádí ani dědickou daň. Zato daň z převodu nemovitosti zde neplatí podle federálních zákonů, ale stát ji určuje sám.

### Zemědělství

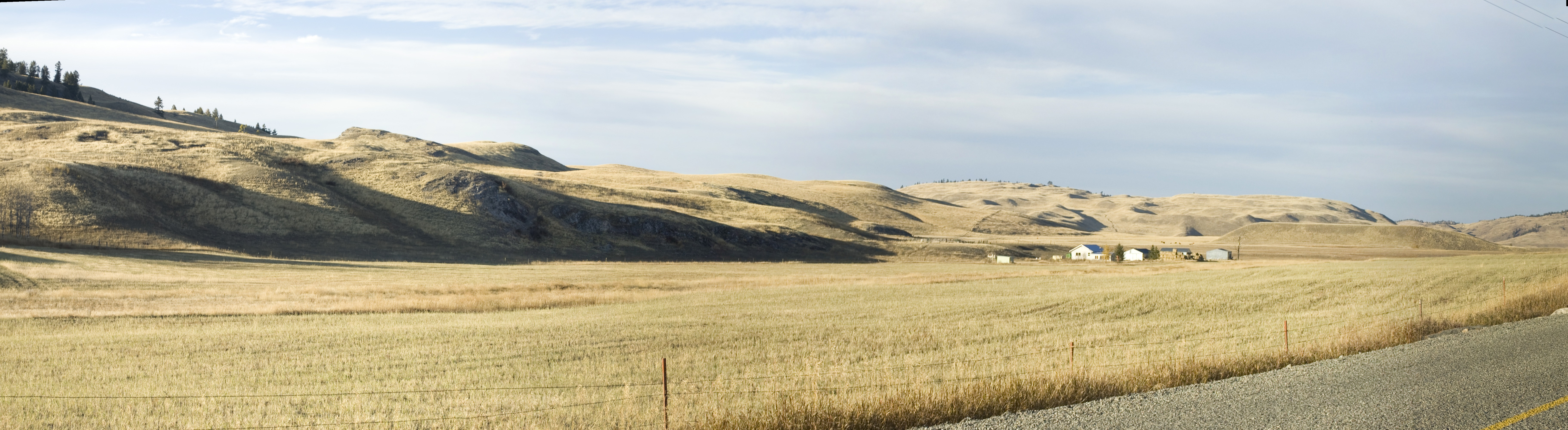
Farma nedaleko města duchů Chesaw

Jde o jeden z předních amerických zemědělských států. V roce 2003 na zemědělství vyprodukovalo zboží v hodnotě 5,79 miliard dolarů, což je jedenácté největší číslo v USA.
V roce 2004 Washington vedl v USA v produkci malin (90 %), chmelu (75 %), jablek (58 %), třešní (47 %), hrušek (43 %) a révy liščí (39 %). Na druhém místě se umístil v produkci čočky, meruněk, vinné révy a chřestu, třetí v produkci švestek a cibule, čtvrtý v produkci ječmene a pstruhů a pátý v produkci pšenice, brusinek a jahod.
Pěstování jablek je pro Washington zřejmě nejdůležitějším. Díky klimatu, které nabízí suchá a horká léta a chladné zimy ve středním Washingtonu, stát vede už od dvacátých let minulého století.

## Politika
Zákonodárnou moc ve státě představuje dvoukomorový Zákonodárný sbor státu Washington. Dolní komoru tvoří Sněmovna reprezentantů státu Washington a horní Senát státu Washington. Stát je rozdělen do 49 legislativních okrsků o zhruba stejné populaci, z nichž každý volí dva reprezentanty a jednoho senátora. Zatímco volební období reprezentantů je dva roky, senátoři jsou dosazováni do úřadu na čtyři roky. Pokud si člena sboru obyvatelé zvolí opakovaně, může být členem sboru až do smrti. Momentálně má většinové zastoupení v obou komorách Demokratická strana.
Výkonnou moc státu vede guvernér, jehož volební období je čtyři roky.
Nejvyšší soud státu Washington je nejvyšší soudní orgán státu. Voliči z celého státu si vybírají devět soudců, kteří pak slouží v nejvyšším soudu.

### Kongres
Dva američtí senátoři pochází ze státu Washington.
V americké sněmovně reprezentantů zasedá za stát Washington devět politiků, každý zastupující jeden volební okrsek.

### Politické strany
Stát je obvykle rozdělován Kaskádovým pohořím na liberální západní Washington a konzervativní východní Washington. Prezidentské volby ve státě vyhrávají demokraté pokaždé od roku 1988.
Demokratům se daří především díky vysokému počtu obyvatel na západě státu. Metropolitní oblast Seattle, kde žijí dvě třetiny celkové populace státu, daleko více upřednostňuje demokraty než zbytek Washingtonu. To platí především pro okres King, kde leží samotné město Seattle a žije třetina obyvatel státu.
V roce 1968 byl Washington považován za klíčový stát při prezidentských volbách, když se stal jediným státem na západě země, který raději zvolil demokrata Huberta Humphreyho než republikána Richarda Nixona. Stát se také stal částí Republikánské revoluce v roce 1994, když sedm z devíti míst Washingtonu v americké sněmovně reprezentantů zabrali republikáni. Tato dominance ale netrvala příliš dlouho, jelikož už v roce 1998 se situace otočila a demokrati měli z devíti míst pět.
Washington se stal prvním a státem USA, který měl na obou svých místech v senátu i na místě guvernéra ženu. Obě komory státního zákonodárného sboru rovněž kontrolují demokraté.

## Demografie

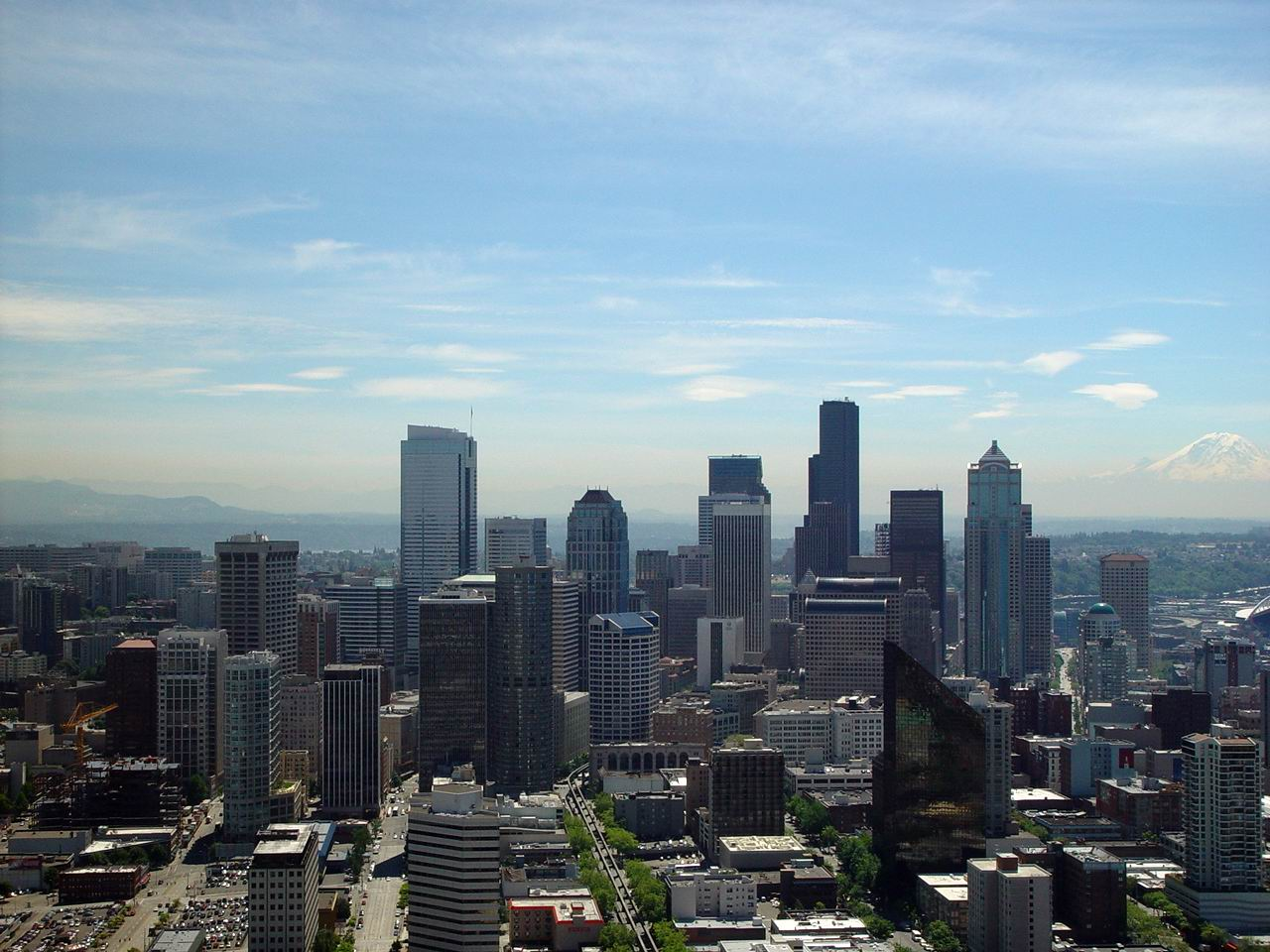
Centrum města Seattle, největšího města státu

Podle sčítání lidu z roku 2010 zde žilo 6 724 540 obyvatel.
- Hlavní město je Olympia (42 514 ob.)
- Největší město je Seattle (617 334 ob.)
- Další důležitá města: Spokane (203 276), Tacoma (199 637), Vancouver (165 809) a Bellevue (126 626)

### Rasové složení
- 77,3 % Bílí Američané
- 3,6 % Afroameričané
- 1,5 % Američtí indiáni
- 7,2 % Asijští Američané
- 0,6 % Pacifičtí ostrované
- 5,2 % Jiná rasa
- 4,7 % Dvě nebo více ras

Obyvatelé hispánského nebo latinskoamerického původu, bez ohledu na rasu, tvořili 11,2 % populace.

### Náboženství
Washington je americkým státem s největším procentem těch, kteří sami sebe označují za lidi bez vyznání. Podobně jsou na tom i další státy na západě USA.
- křesťané 63 %
  - protestanti 29 %
    - baptisté 6 %
    - luteráni 6 %
    - metodisté 4 %
    - presbyteriáni 3 %
    - ostatní protestanti 10 %

  - římští katolíci 20 %
  - mormoni 3 %
  - ostatní křesťané 11 %
- jiná náboženství 5 %
- bez vyznání 25 %

## Doprava

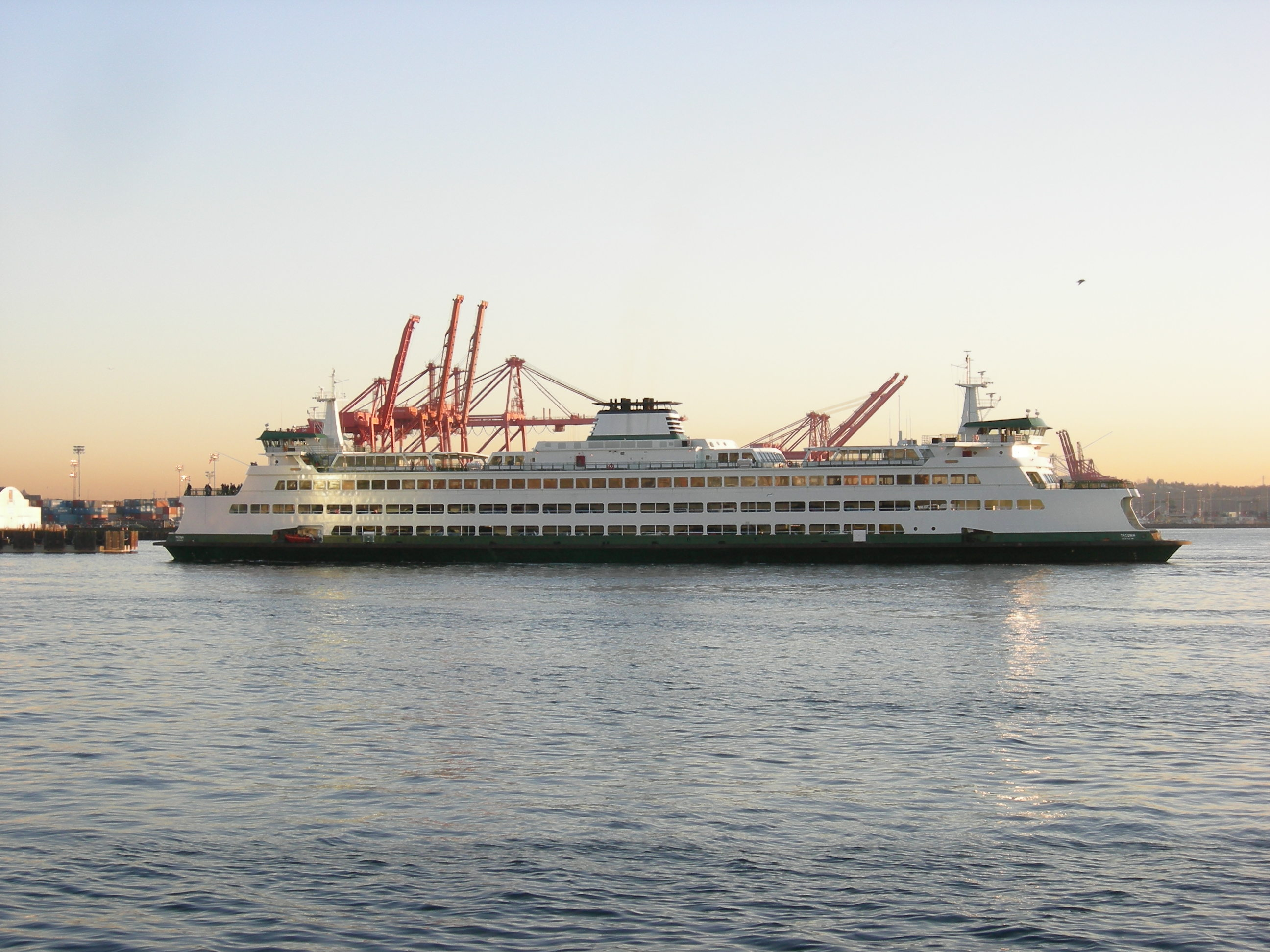
Jeden z trajektů flotily Washington State Ferries, největší trajektové flotily v USA a třetí největší na světě

Washington má systém státních dálnic zvaných State Routes. Také provozuje trajektovou síť, největší v USA a třetí největší na světě. Včetně šestnácti státem vlastněných letišť je ve státě celkem 160 letišť. Unikátní geografie státu si vynucuje speciální dopravní potřeby.
V největších městech státu, např. v Seattlu, Bellevue, Tacomě nebo v Olympii leží rozsáhle vodní kanály. Síť státních dálnic je spojena s rozsáhlou sítí mostů a významnou trajektovou sítí, která obsluhuje těžko dosažitelné oblasti Pugetova zálivu. Celkem zde jezdí 28 trajektů, které obsluhují 20 přístavů v oblasti. Ve Washingtonu se také nachází čtyři z pěti nejdelších plovoucích mostů světa – Evergreen Point Floating Bridge, Lacey V. Morrow Memorial Bridge a Homer M. Hadley Memorial Bridge přes Washingtonovo jezero a Hood Canal Bridge, který spojuje Olympijský poloostrov a Kitsapův poloostrov.
Unikátní druhy dopravy se objevují v oblasti Kaskádového pohoří. Vedou tudy cesty přes sedm hlavních a osm vedlejších průsmyků. V zimě jsou tyto cesty ošetřeny pískem a chráněny před lavinami. I přesto nejsou všechny z nich v zimě otevřené. Northern Cascades Highway, Washington State Route 20, je zavřena každoročně kvůli přílišnému sněžení a velkému lavinovému nebezpečí ve Washingtonském průsmyku.

## Vzdělání

### Základní a střední
Ve školním roce 2008/09 bylo zaregistrováno v základním a středním vzdělání ve státě Washington 1 040 750 studentů a 59 562 učitelů. V srpnu 2009 zde existovalo 295 školních distriktů obsluhovaných devíti vzdělávacími distrikty.

### Vysoké školy a univerzity

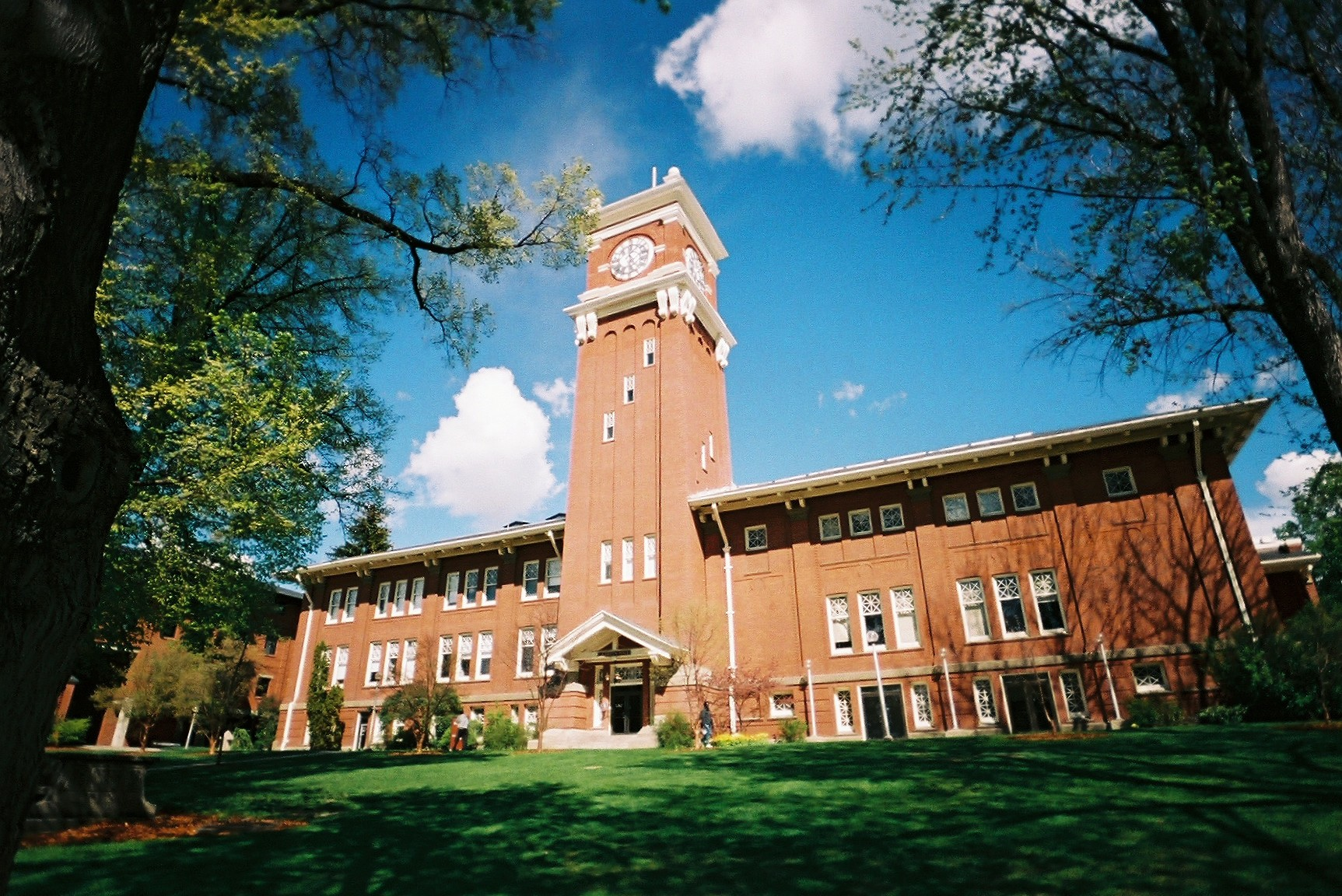
Bryan Hall, jedna z historických budov Washington State University

#### Státní univerzity
- Central Washington University
- Eastern Washington University
- The Evergreen State College
- Washingtonská univerzita
- Washington State University
- Western Washington University

#### Soukromé univerzity
| - Antioch University Seattle - Argosy University/Seattle - Art Institute of Seattle - Bastyr University - City University of Seattle - Cornish College of the Arts - DeVry University - DigiPen Institute of Technology - Gonzaga University - Henry Cogswell College - Heritage University - Mars Hill Graduate School - Moody Bible Institute - Spokane | - Northwest University - Pacific Lutheran University - St. Martin's University - School of Visual Concepts - Seattle Bible College - Seattle Institute of Oriental Medicine - Seattle Pacific University - Seattle University - Trinity Lutheran College - University of Puget Sound - Walla Walla University - Whitman College - Whitworth University |

#### Městské vysoké školy
| - Bates Technical College - Bellevue College - Bellingham Technical College - Big Bend Community College - Cascadia Community College - Centralia College - Clark College - Clover Park Technical College - Columbia Basin College - Edmonds Community College - Everett Community College - Grays Harbor College - Green River Community College - Highline Community College - Lake Washington Technical College - Lower Columbia College | - Olympic College - Peninsula College - Pierce College - Renton Technical College - Seattle Community College District - Shoreline Community College - Skagit Valley College - South Puget Sound Community College - Spokane Community College - Spokane Falls Community College - Tacoma Community College - Walla Walla Community College - Wenatchee Valley College - Whatcom Community College - Yakima Valley Community College |

## Profesionální sporty

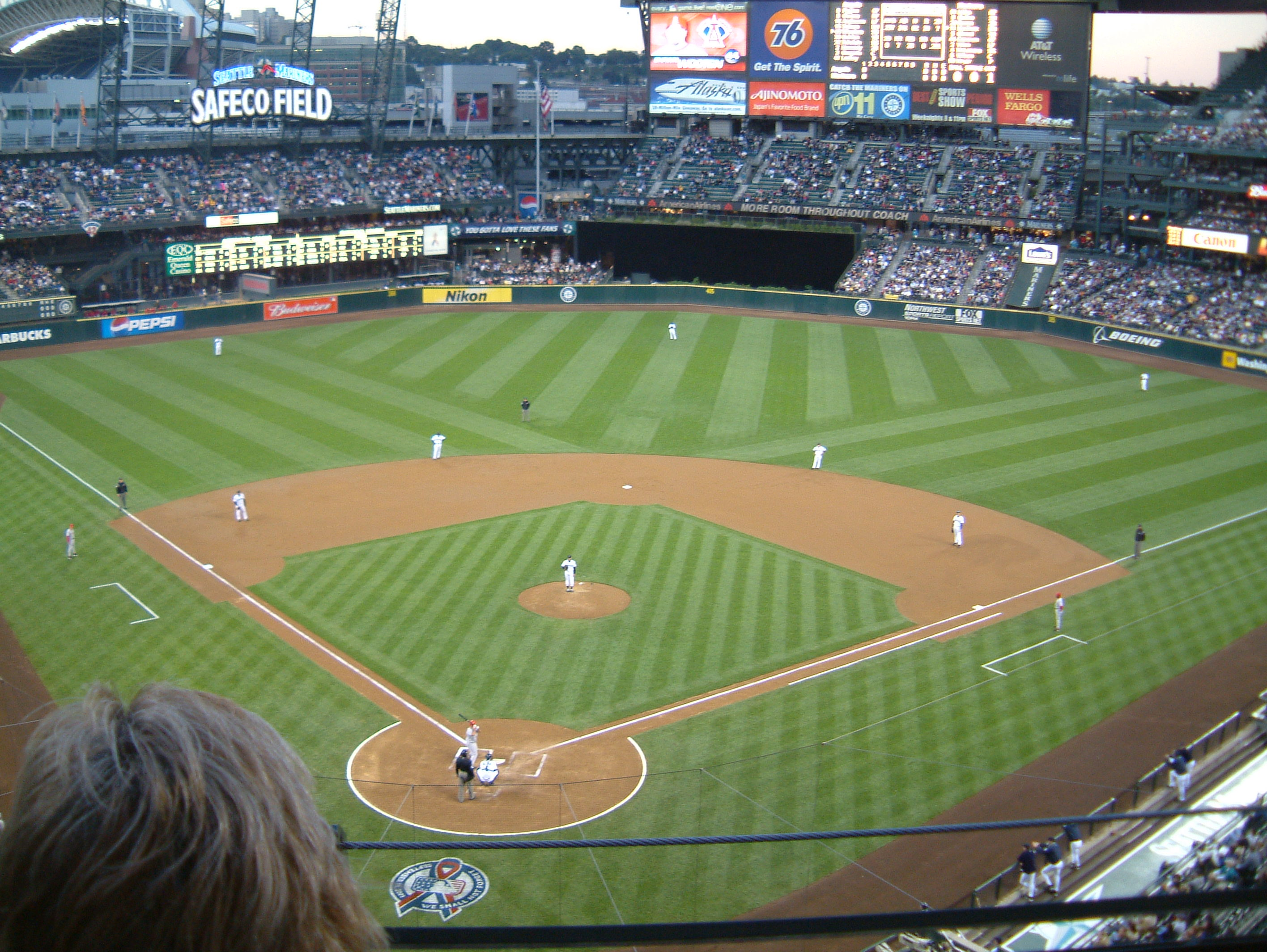
Safeco Field, domácí stadion týmu MLB Seattle Mariners

| Tým                       | Sport             | Liga                                                    | Město a stadion                          |
| ------------------------- | ----------------- | ------------------------------------------------------- | ---------------------------------------- |
| Seattle Seahawks          | Americký fotbal   | National Football League; NFC                           | Seattle, CenturyLink Field               |
| Seattle Mariners          | Baseball          | Major League Baseball; AL                               | Seattle, Safeco Field                    |
| Spokane Shock             | Arena Football    | Arena Football League                                   | Spokane, Spokane Arena                   |
| Wenatchee Valley Venom    | Arena Football    | American Indoor Football Association                    | Wenatchee, Town Toyota Center            |
| Seattle Storm             | Basketball        | Women's National Basketball Association                 | Seattle, KeyArena                        |
| Spokane Spiders           | Fotbal            | Premier Development League (Severozápadní divize)       | Spokane, Joe Albi Stadium                |
| Seattle Sounders FC       | Fotbal            | Major League Soccer                                     | Seattle, Qwest Field                     |
| Seattle Sounders          | Fotbal            | USL First Division (muži) (zaniklý tým) W-League (ženy) | Seattle, Qwest Field                     |
| Bellingham Slam           | Basketball        | American Basketball Association                         | Bellingham, Whatcom Community College    |
| Bellevue Blackhawks       | Basketball        | American Basketball Association                         | Bellevue, Meydenbauer Center             |
| Everett Silvertips        | Lední hokej       | Western Hockey League                                   | Everett, Everett Event Center            |
| Spokane Chiefs            | Lední hokej       | Western Hockey League                                   | Spokane, Spokane Veterans Memorial Arena |
| Seattle Thunderbirds      | Lední hokej       | Western Hockey League                                   | Kent, ShoWare Center                     |
| Tri-City Americans        | Lední hokej       | Western Hockey League                                   | Kennewick, Toyota Center                 |
| Tri-City Fever            | Indoor Football   | IFL                                                     | Kennewick, Toyota Center                 |
| Kent Predators            | Indoor Football   | IFL                                                     | Kent, ShoWare Center                     |
| Tri-City Dust Devils      | Baseball          | Northwest League; A                                     | Pasco, Dust Devils Stadium               |
| Tacoma Rainiers           | Baseball          | Pacific Coast League; AAA                               | Tacoma, Cheney Stadium                   |
| Spokane Indians           | Baseball          | Northwest League; A                                     | Spokane, Avista Stadium                  |
| Everett AquaSox           | Baseball          | Northwest League; A                                     | Everett, Everett Memorial Stadium        |
| Yakima Bears              | Baseball          | Northwest League; A                                     | Yakima, Yakima County Stadium            |
| Yakima Sun Kings          | Basketball        | Continental Basketball Association                      | Yakima, Yakima Valley SunDome            |
| Old Puget Sound Beach RFC | ragby             | RSL                                                     | Seattle, různé stadiony                  |
| Washington Stealth        | Lakros            | NLL                                                     | Everett, Everett Event Center            |
| Seattle Mist              | Lingerie Football | LFL                                                     | Kent, ShoWare Center                     |

## Toxické chemikálie
V roce 2007 se Washington stal prvním státem USA, který se začal zaměřovat na odstranění všech forem bromových zpomalovačů hoření, také známých jako polybromované difenylethery, ze všech produktů a domácností, kde se nacházejí. Studie z roku 2004, která testovala 40 matek z Washingtonu, Oregonu, Montany a Britské Kolumbie totiž ukázala, že tyto škodlivé látky byly obsaženy v mléku z jejich prsu, což má negativní vliv na kojence.
Tři studie provedené washingtonským ministerstvem ekologie ukázaly, že již dříve zakázané škodlivé látky se dále objevují ve složení některých potravin. V jedné z nich nalezli zaměstnanci vlády státu nepřijatelné úrovně toxických látek ve třiadevadesáti kusech sladkovodních ryb ulovených na pětačtyřiceti různých místech. Mezi látkami byly polychlorované bifenyly, dioxiny, dva druhy chlorovaných pesticidů, DDE, dieldrin a polybromované difenylethery. Výsledkem je vyšetřování zdrojů těchto látek v řece Wenatchee, kde byly nalezeny v tělech síhů Williamsových. Na základě informací z roku 2007 washingtonské ministerstvo zdravotnictví doporučuje nejíst tento druh ryb, jestliže jsou z řeky Wenatchee mezi městem Leavenworth a soutokem s řekou Columbií. Studie také ukázaly vysoké úrovně kontaminátů v rybích tkáních nalezených ve Washingtonově jezeře a řece Spokane.
27. března 2006 schválila guvernérka státu Christine Gregoireová reformu, která limituje obsah fosforu v prostředcích na mytí nádobí na 0,5 procenta. Po celém státě začala reforma platit až v roce 2010, v okresech Whatcom, Spokane a Clark platí však již od roku 2008. Důvodem jsou nedávné objevy vysokých obsahů fosforu ve vodě, což vedlo k přemnožení řas. Takto velké množství řas ve vodě by pak vedlo k nemalým ekologickým a technologickým problémům.

## Ostatní

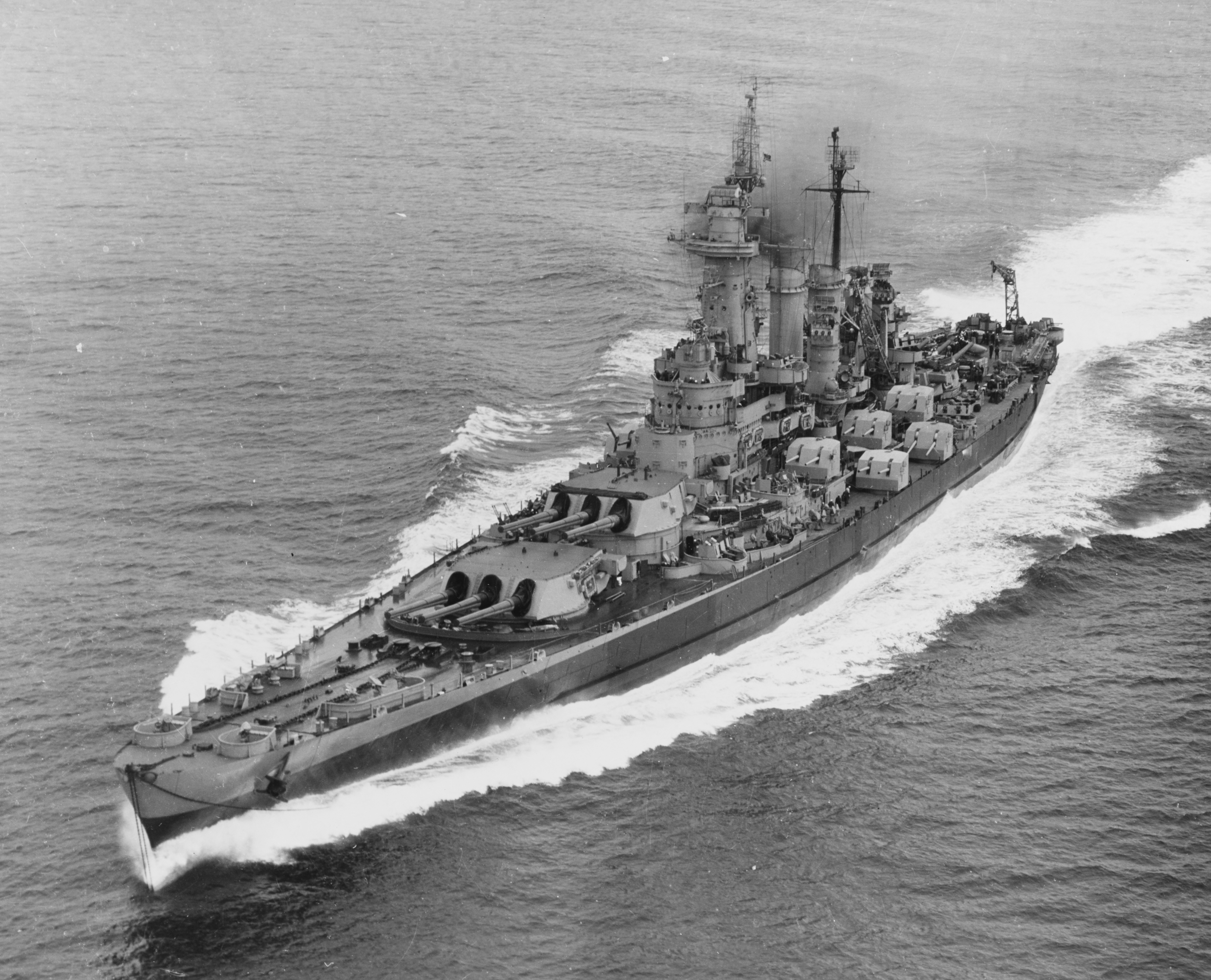
Loď z druhé světové války, USS Washington, která nesla jméno státu

Čtyři lodě námořnictva USA byly pojmenovány USS Washington jako pocta státu. Předchozí stejně pojmenované lodě byly pojmenovány po prezidentu Georgi Washingtonovi.